# Masseovn
En masseovn, (også kaldet "finsk" masseovn) er en brændefyret ovn lavet af sten, som akkumulerer varmen fra forbrændingen i sin store masse (ca. 2.000 - 2.500 kg). 
Den har to forbrændningskamre: Det normale brændekammer og ét lidt længere oppe i røgkanalen, hvor de sidste uforbrændte gasser forbrændes. Dette bevirker, at masseovne er ca. dobbelt så effektive som normale brændeovne i praktisk brug. Den høje effektivitet (ca. 90% udnyttelse af energien) opnås ved at afbrændingen foregår ved meget høje temperaturer (ca. 900 grader), hvorved en række gasser, som ellers forsvinder op i skorstenen, også afbrændes, og samtidigt nedsætter forureningen meget betydeligt. Ved korrekt afbrænding ses der ingen røg fra skorstenen, og der er kun minimal partikelforurening.

Masseovnen er opbygget af en kerne opbygget af ildfaste sten eller forstøbte ildfaste moduler (velegnede til selvbyg), samt en kappe (typisk af mursten).
Under en fyring afbrændes typisk 12 - 15 kg træ i løbet af 1 – 1½ time (alle træsorter kan anvendes). Normalt behøves kun én fyring i døgnet. 
Den udviklede energi fra afbrændingen afgives langsomt og jævnt i form af strålevarme fra den store overflade, hvorved temperaturen i rummet holdes meget konstant (typisk døgnvariation: 2 grader). Strålevarmen opleves meget behagelig, og man undgår konvektion (som ved en brændeovn, en radiator mv.), samt transport af luft og støv rundt i rummet. Masseovnen er derfor meget velegnet for astmatikere. 
Overfladen af kappen bliver normalt ikke over ca. 45 grader, så man kan ikke brænde sig på den.
En masseovn kan med fordel have en indbygget bageovn hvori man kan bage lækre pizzaer og brød samt stege/koge med minimalt energiforbrug.
Masseovnen er en gammel opfindelse som kan spores tilbage til romerske og arabiske konstruktioner. Mark Twain roste (tyske) masseovne.

### Selvbyg
- Kuznetsov's Stoves: Fundamentals of stove construction
- Welcome to Temp-Cast masonry heaters! Arkiveret 28. juli 2004 hos  Wayback Machine Citat: "...Temp-Cast 2000 Masonry Heater and Fireplace Planning Guide..."
- Masonry Stove Builders